# 阿兰·M·坎贝尔
阿兰·M·坎贝尔（英語：Allan M. Campbell，1929年4月27日—2018年4月19日）是一位美国微生物学家和遗传学家，其对λ噬菌体的研究促进了20世纪下半叶分子生物学的发展。